# Barattarna
Barattarna est un roi du Mitanni, ayant régné au début du XVe siècle av. J.-C., Barattarna est connu grâce à une tablette cunéiforme de Nuzi et par une inscription d'Idrimi d'Alalakh. 
Les sources égyptiennes ne mentionnent pas son nom, mais il a été déduit qu'il était le roi de nhr contre lequel Thoutmôsis III se battit car il était contemporain d'Idrimi. Il n'est cependant pas établi si Parsha(ta)tar, mentionné dans une autre inscription retrouvée à Nuzi, est le même roi que Barattarna ou un autre souverain.
Sous le règne de Thoutmôsis III, les troupes égyptiennes traversèrent l'Euphrate et entrèrent en plein cœur du territoire du Mitanni. En 1450, à Megiddo, il combattit une alliance de 330 princes et chefs de tribu syriens menée par le seigneur de Qadesh (Bataille de Megiddo). Le Mitanni avait également envoyé des troupes, soit en raison de traités existants, soit parce qu'ils étaient conscients de la menace que représentait l'Égypte. La victoire des Égyptiens leur permit de continuer leur expansion vers le nord.
Thoutmôsis III mena encore une fois la guerre en Syrie durant la 33e année de son règne (1447 av. J.-C.). L’armée égyptienne traversa l’Euphrate à Karkemish et atteint une ville nommée Iryn (peut-être l’actuelle Erin, à 20 km au nord-ouest d’Alep). Ils descendirent l’Euphrate jusqu’à Emar (Meshkene) et retournèrent en Égypte en passant de nouveau par la Syrie. Une chasse à l’éléphant près du Lac Nija fut suffisamment mémorable pour être mentionnée dans les annales. Cette expédition, bien qu’importante, ne semble pas avoir amené de gains territoriaux significatifs. Seules des régions le long de l'Oronte et la Phénicie furent annexées au territoire égyptien.
Des victoires sur le Mitanni sont reportées à partir de 1445 av. J.-C.. Des campagnes égyptiennes en Nuhashshe (au milieu de la Syrie) en 1442 av. J.-C.. Mais encore une fois, ces offensives n'engendrèrent pas de gains territoriaux permanents. Barratarna ou son fils Shaushtatar controlaient l'intérieur de la Syrie du Nord jusqu'au Nuhashshe, ainsi que les régions côtières du Kizzuwatna jusqu'au Mukish (royaume d'Alalakh) à l'embouchure de l'Oronte. Idrimi d'Alalakh, de retour de son exil en Égypte, put accéder à son trône avec l'accord de Barattarna. Il régna sur le Mukish et l'Ama'u, mais Alep resta aux mains de Mitanni.